# Bojongmalaka
Bojongmalaka is een bestuurslaag in het regentschap Bandung van de provincie West-Java, Indonesië. Bojongmalaka telt 19.473 inwoners (volkstelling 2010).